# Mäuerle (Wasgau)
Das Mäuerle ist ein 412,4 m hoher Berg im südlichen Pfälzerwald. Er liegt im rheinland-pfälzischen Landkreis Südwestpfalz im Dahner Felsenland, das zum Wasgau gehört, der vom Südteil des Pfälzerwalds gebildet wird.

## Geographische Lage
Das Mäuerle bildet mit der Litschbachhalde und der Dennenhalde (300,2 m) einen kleinen Gebirgsrücken mit dem Litschbach im Südosten, der Wieslauter im Norden, dem Bach aus der Dennenhalde im Nordosten und der Gemeinde Nothweiler im Süden. Der Berg liegt am südlichen Rand der Gemarkung der Gemeinde Bundenthal. Am unteren südlichen Hang beginnt schon die Wohnbebauung der Gemeinde Nothweiler. Der Berg wird trotz der relativ geringen Höhe im Vergleich zum Kuhnenkopf (530,9 m) im Westen, zum Großen Humberg (455 m) im Osten oder zum Kappelstein (498 m) im Süden von Nothweiler aus als markanter Berg wahrgenommen.

## Zugang und Wandern
Der Berg ist vollständig bewaldet. Um den Berg führen teilweise befestigte Forstwege. Von Nord nach Süd verläuft über den Berg der lokale Premiumwanderweg Felsenland Sagenweg. Der Gipfel kann von Nothweiler aus in etwa 30 Minuten erreicht werden. Am Südhang beginnt unterhalb des Gipfels ein Buntsandsteinfelsband, welches einige markante Formationen und Aussichtspunkte nach Süden in das Nothweiler Tal und bis zum Schlossberg mit der Wegelnburg und zum Kappelstein bietet.

## Geschichte
Am unteren Westhang befindet sich der Ritterstein Nr. 302 mit der Aufschrift „Anno 1793 Schlacht am Mäuerle 1993 PWV“, der an einen Kriegsschauplatz aus der Zeit der Revolutionskriege (1793–1797) erinnern soll.

Einzelheiten
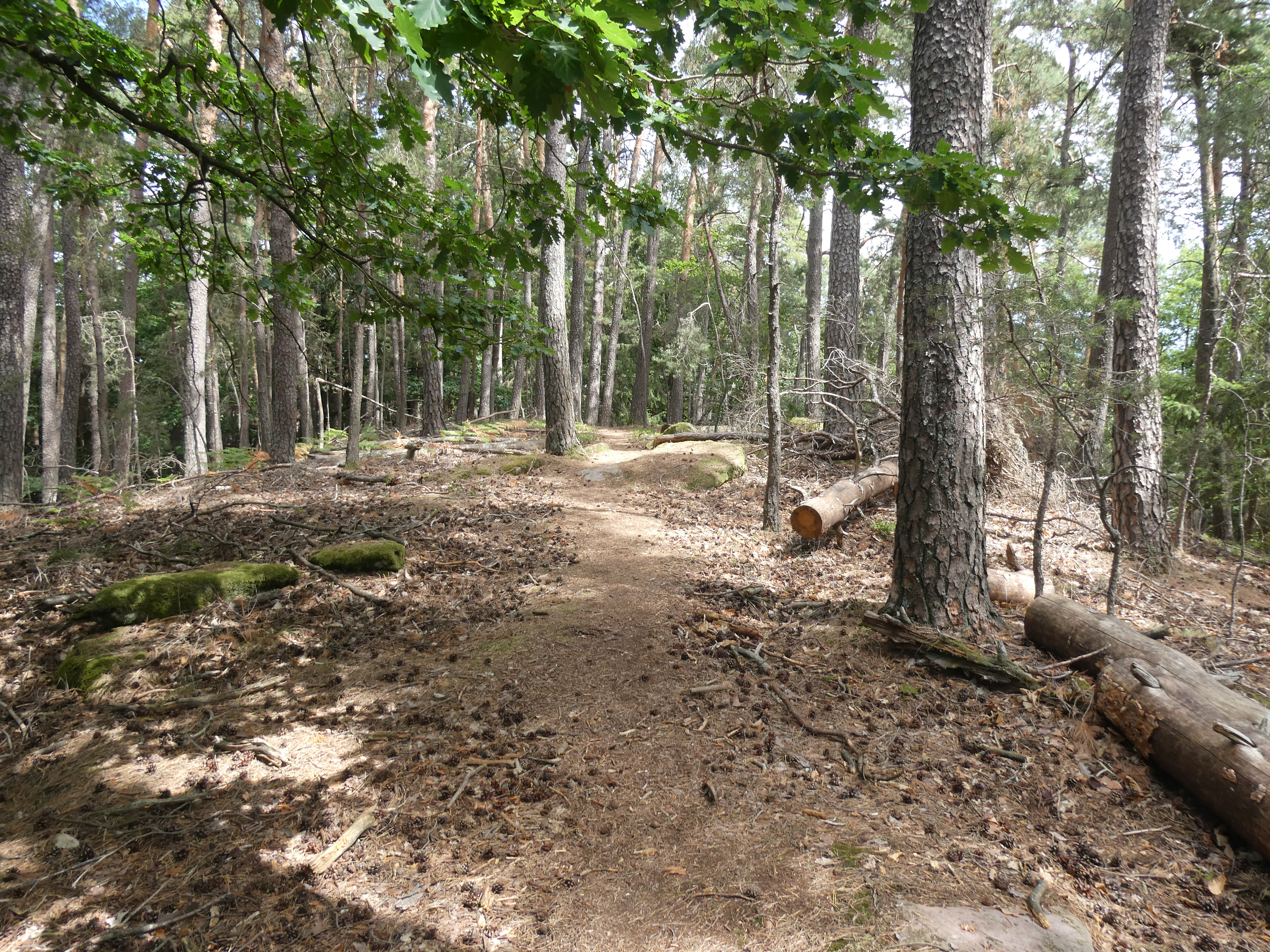
Gipfelbereich
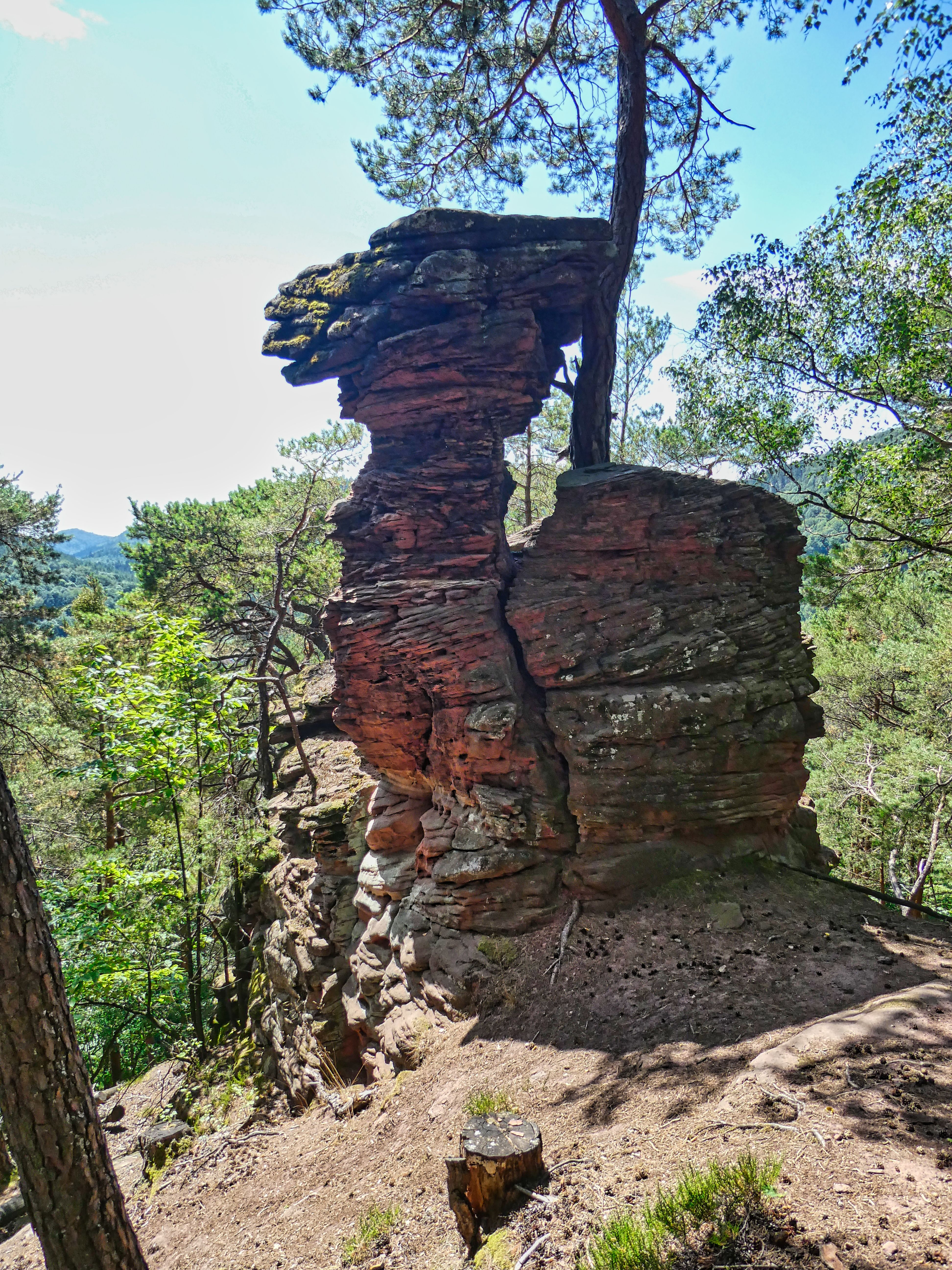
Felsformation am Südhang
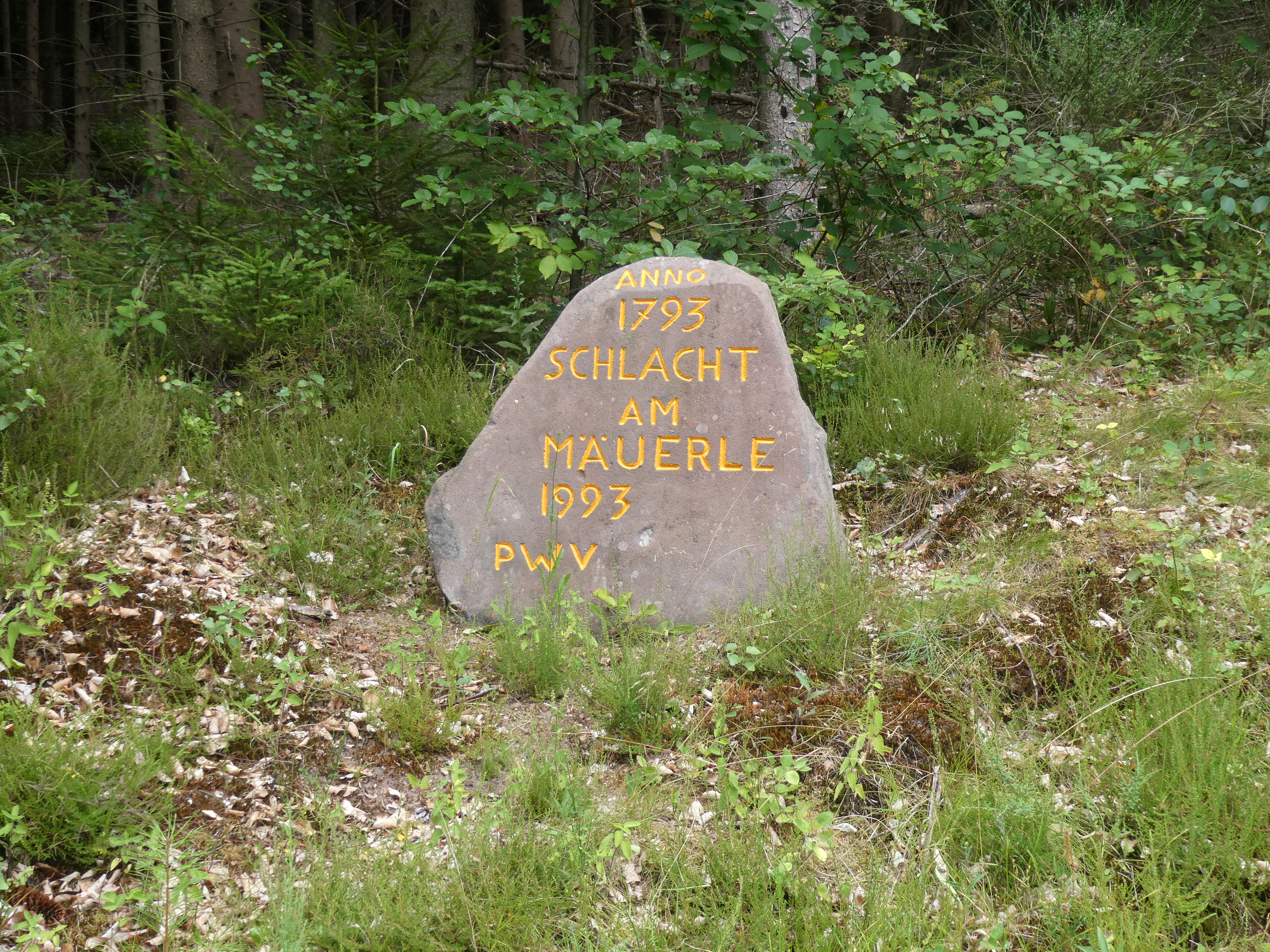
Ritterstein Nr. 302